# Swarzędz (stacja kolejowa)
Swarzędz – stacja kolejowa w Swarzędzu, w woj. wielkopolskim, w Polsce. Jest to stacja węzłowa (3 kierunki) znajdująca się na wjeździe do Poznańskiego Węzła Kolejowego od strony Konina. Według klasyfikacji PKP ma kategorię dworca aglomeracyjnego. Przez stację przechodzą 3 linie (3, 352, 805). Przez stację przejeżdżają pociągi towarowe (kierując się ze wschodu do Poznania Franowa), osobowe, TLK, InterCity, Express InterCity, EuroCity, EuroNight.

## Ruch pasażerski[3]
| Rok  | Wymiana pasażerska na dobę |
| ---- | -------------------------- |
| 2017 | 1400                       |
| 2018 | 1800                       |
| 2019 | 2200                       |
| 2020 | 1300                       |
| 2021 | 700-999                    |
| 2022 | 1600                       |
| 2023 | 2000                       |

## Historia

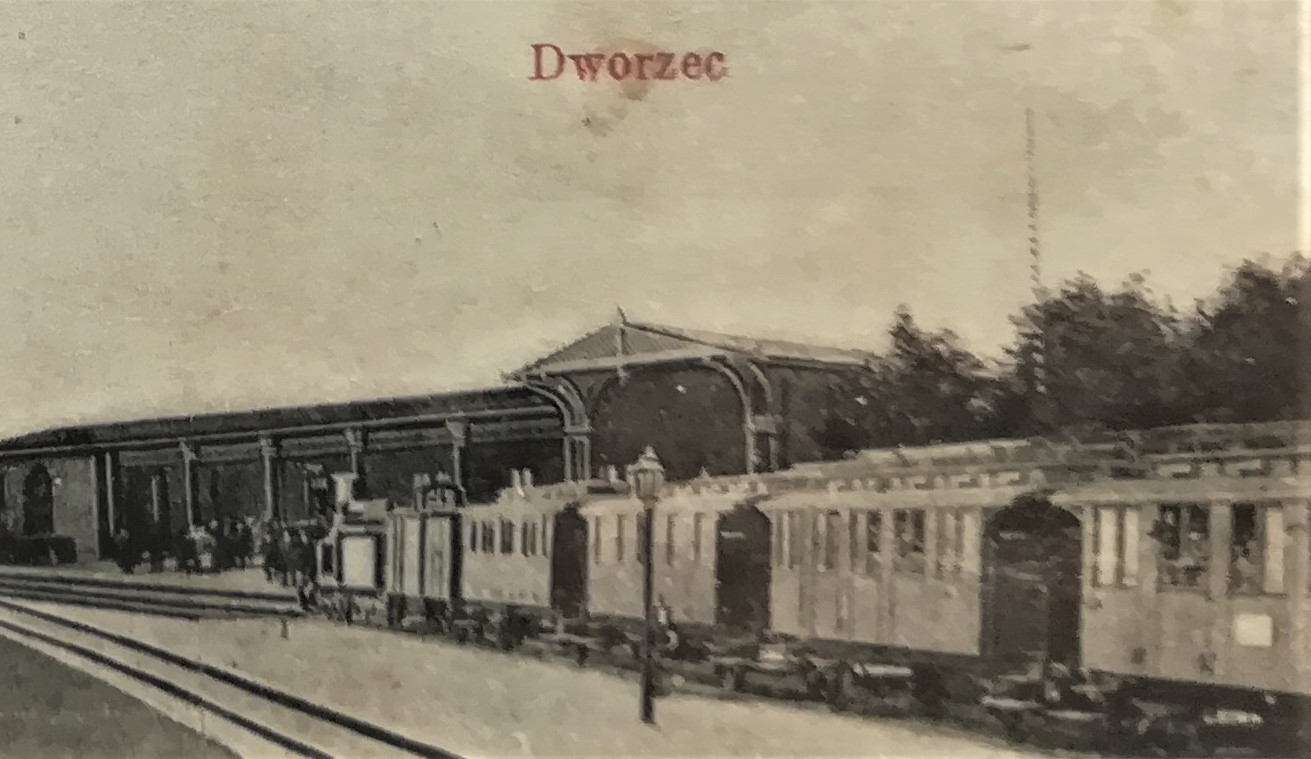
Stacja około 1909

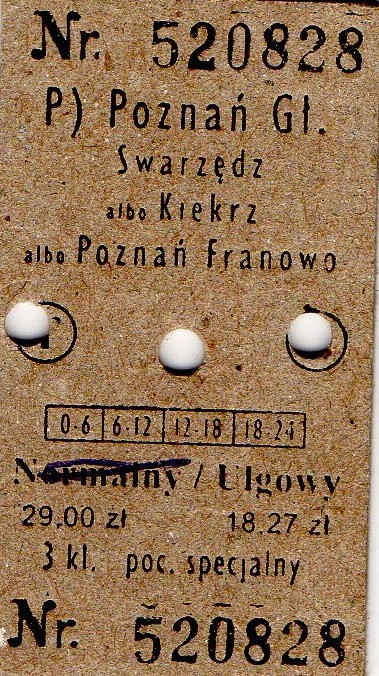
Bilet Edmondsona do Swarzędza

W latach 80. XIX wieku zaczęto budowę linii kolejowej z Poznania do Strzałkowa. Pierwszy pociąg przejechał 1 sierpnia 1887. Początkowo stacja nosiła niemiecką nazwę Schwersenz, pod odzyskaniu niepodległości zmieniono ją na Swarzędz. Podczas trwania II wojny światowej był to znów Schwersenz (1939-1940), później (1940-1943) Schwaningen, zaś w 1943 powrócono do  nazwy Schwersenz. Od 1945 jest to ponownie Swarzędz.
W 2008 stacja przeszła gruntowną modernizację która objęła budowę całkowicie nowych peronów, przebudowę czterech torów oraz dwie głowice rozjazdowe oraz wybudowanie ekranów akustycznych co umożliwiło poruszanie się z maksymalną prędkością 140 km/h na wprost (z ograniczeniem do 120 km/h na łuku za stacją w kierunku Poznania Antoninka) oraz 60 km/h i 100 km/h na kierunek zwrotny. Podczas modernizacji zlikwidowano również nastawnię Sw (od strony Poznania) a obecnie stacjonującą Sw1 wyposażono w urządzenia typu Ebilock i jest sterowana przez LCS Poznań.
W latach 2012–2013 budynek dworca przeszedł generalny remont. W budynku prócz kasy Kolei Wielkopolskich mieści się Swarzędzkie Centrum Ratunkowe (Referat Zarządzania Kryzysowego i Ochrony Przeciwpożarowej Urzędu Miasta i Gminy Swarzędz, straż miejska, pogotowie ratunkowe, ochotnicza straż pożarna). W 2013 wyburzono stary magazyn przylegający do dworca, a w 2014 rozpoczęto budowę garaży na potrzeby pojazdów centrum.
Podczas modernizacji Poznańskiego Węzła Kolejowego na stacji Swarzędz zatrzymywał się IC Chrobry (obecny EIC Chrobry). W 2010 również swój postój miał tu TLK relacji Poznań Główny - Warszawa Wschodnia - Poznań Główny. Od grudnia 2014 do końca sierpnia 2015 na stacji zatrzymywały się 3 pary pociągów Interregio: 2 pary relacji Warszawa Wschodnia - Szczecin Główny (sezonowo jedna para wydłużona do Świnoujścia) oraz 1 para Poznań Główny - Warszawa Wschodnia.

## Galeria

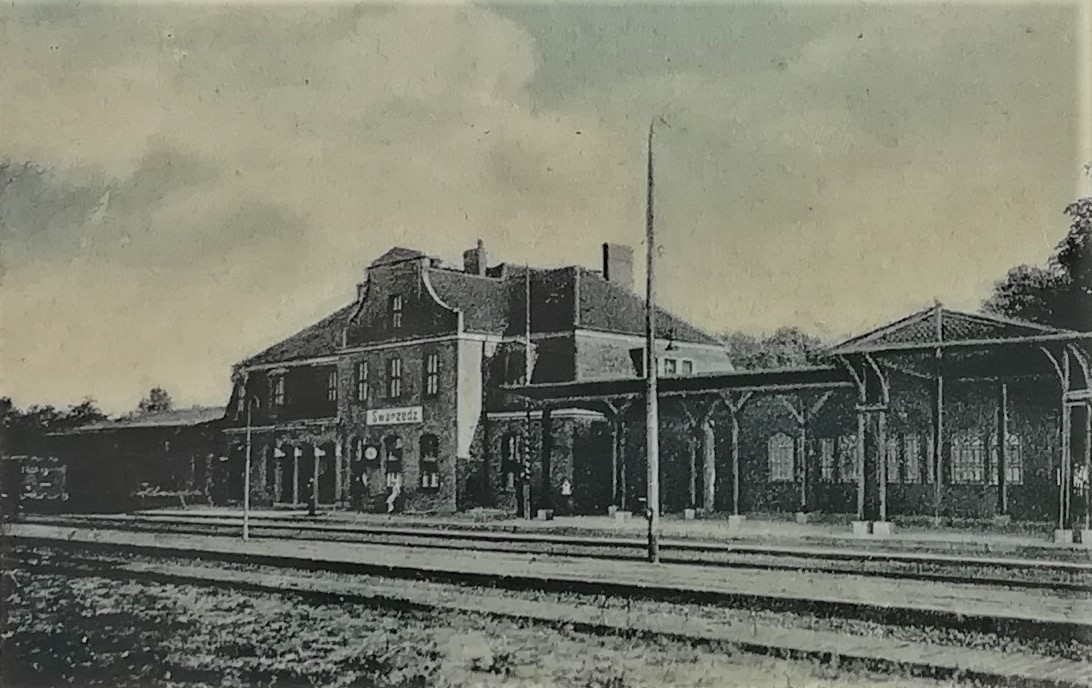
Zabudowa dworcowa około 1920
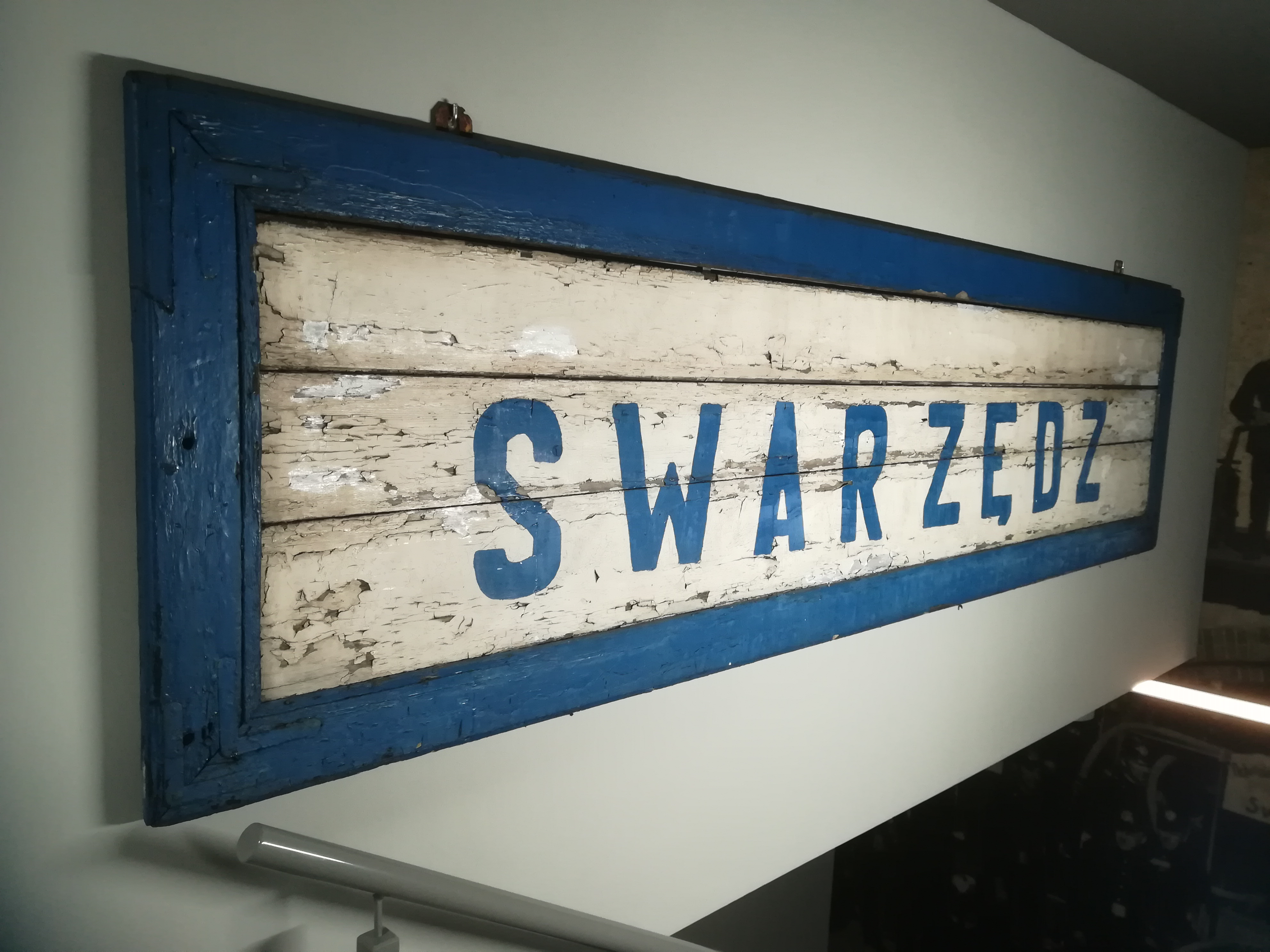
Stara tablica stacyjna w Swarzędzkim Centrum Historii i Sztuki
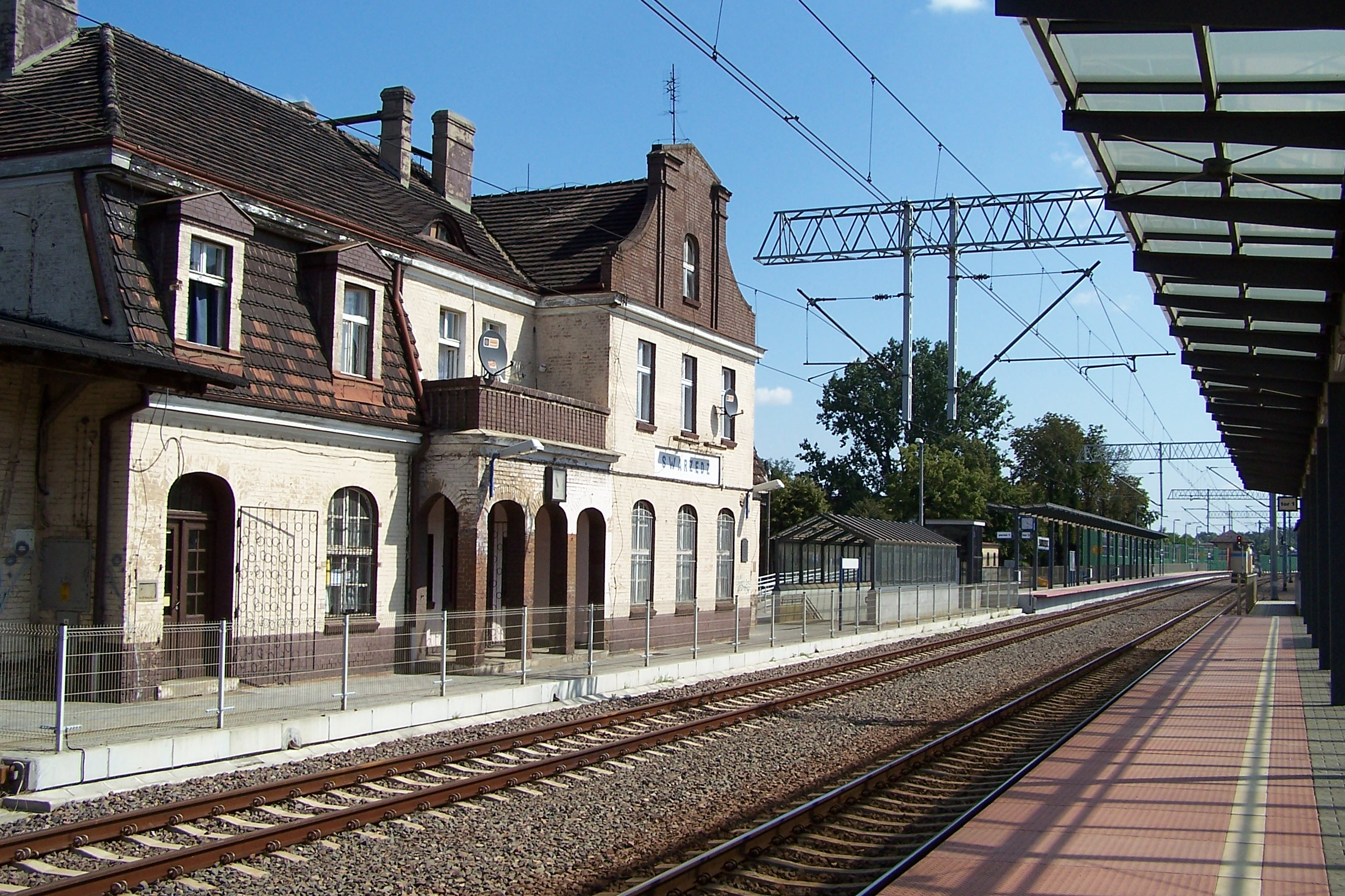
Budynek dworca przed remontem
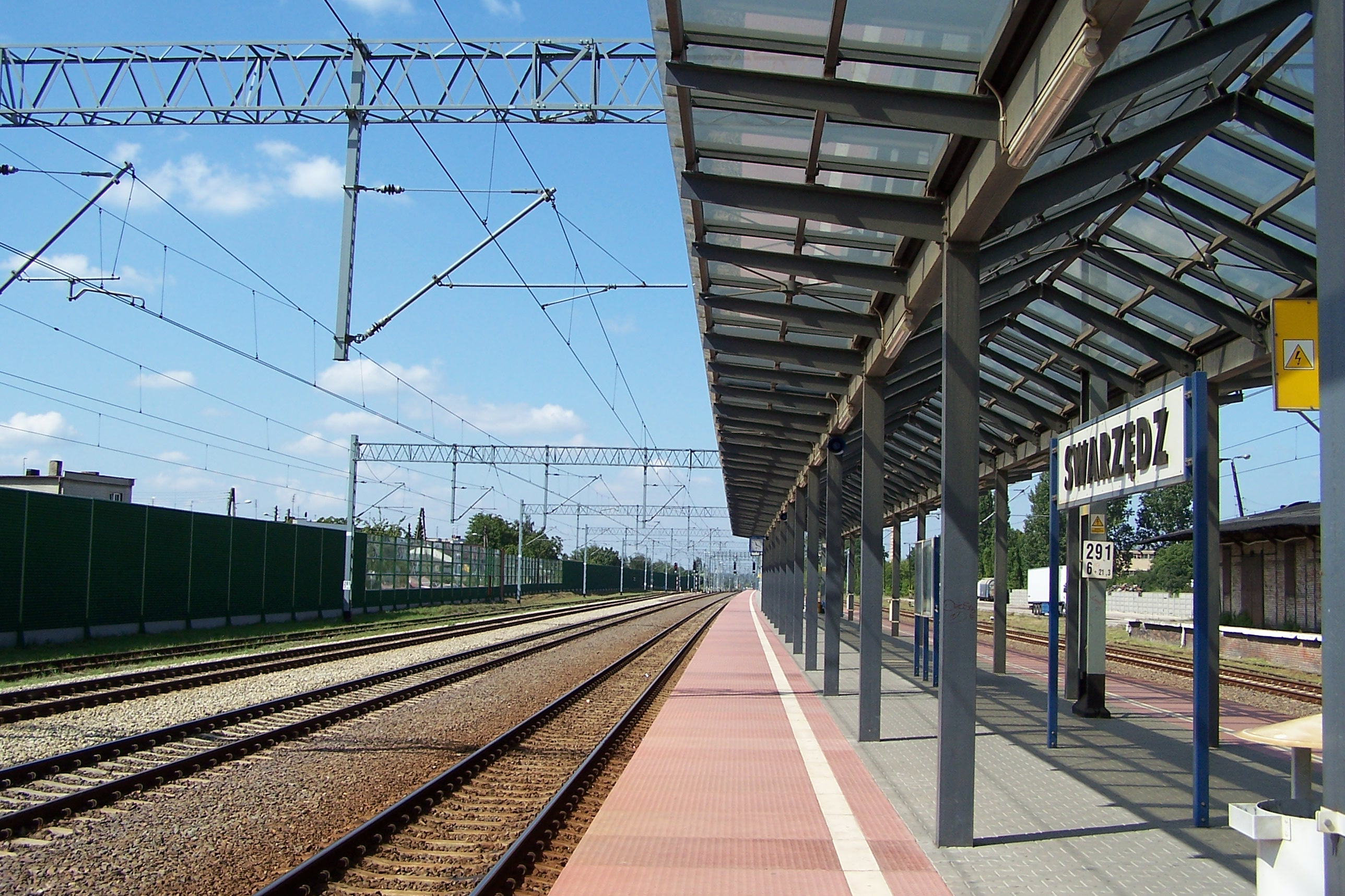
Stacja kolejowa Swarzędz - widok w kierunku Poznania
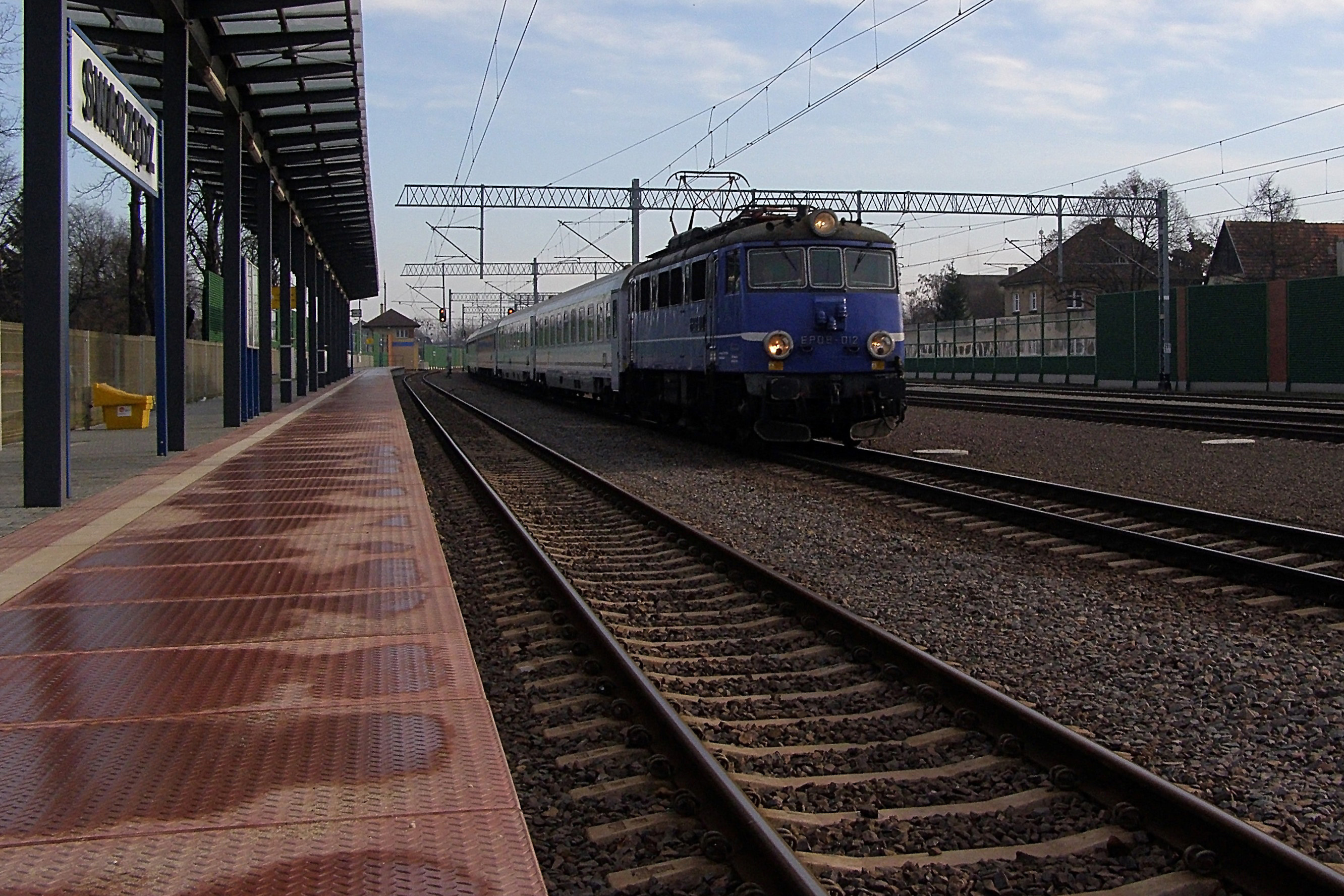
Stacja kolejowa Swarzędz - widok w kierunku Warszawy